# Richard William Spellenberg
Richard William Spellenberg ( * 1940 - ) es un botánico estadounidense.

## Algunas publicaciones
- toutcha Lebgue, richard w Spellenberg, rafael Corral Díaz, jeffrey Bacon. 2006. Nuevos registros de plantas de las montañas del norte de México
- richard w Spellenberg. 1998. Quercus lesueuri, un miembro meridional del complejo de Q. x undulata (Fagaceae, subgénero Quercus)
- sergio Rodríguez T, richard w Spellenberg. 1992. Números cromosómicos en algunas especies de Astragalus (Fabaceae) y una enmienda a la descripción de A. zacatecanus (Rydb.) Barneby
- 1990. Nota sobre el tipo, la identificación y la localidad del tipo de Quercus oblongifolia var. pallidinervis (Fagaceae) en Chihuahua.
- 1968. Biosystematic studies in Panicum, group Lanuginosa, from the Pacific Northwest [microform]. Tesis de Ph.D., Universidad de Washington

- La abreviatura «Spellenb.» se emplea para indicar a Richard William Spellenberg como autoridad en la descripción y clasificación científica de los vegetales.[1]

- «Richard William Spellenberg». Índice Internacional de Nombres de las Plantas (IPNI). Real Jardín Botánico de Kew, Herbario de la Universidad de Harvard y Herbario nacional Australiano (eds.).
- Wikispecies tiene un artículo sobre Richard William Spellenberg.

- Datos: Q6108733
- Especies: Richard William Spellenberg

1. ↑  Todos los géneros y especies descritos por este autor en IPNI.